# Реальный раствор
Реальный раствор — гомогенная смесь двух или более компонентов, образование которой сопровождается тепловым эффектом (выделением или поглощением тепла) и изменением объема. Это объясняется (в отличие от идеального раствора) различной Ван-дер-Ваальсовой энергией межмолекулярного взаимодействия между однородными и разнородными молекулами.

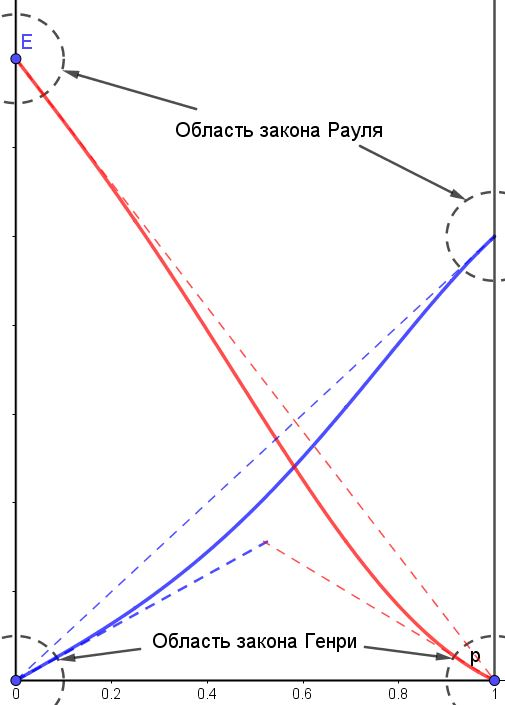
Рис. 1. Отрицательные отклонения от закона Рауля

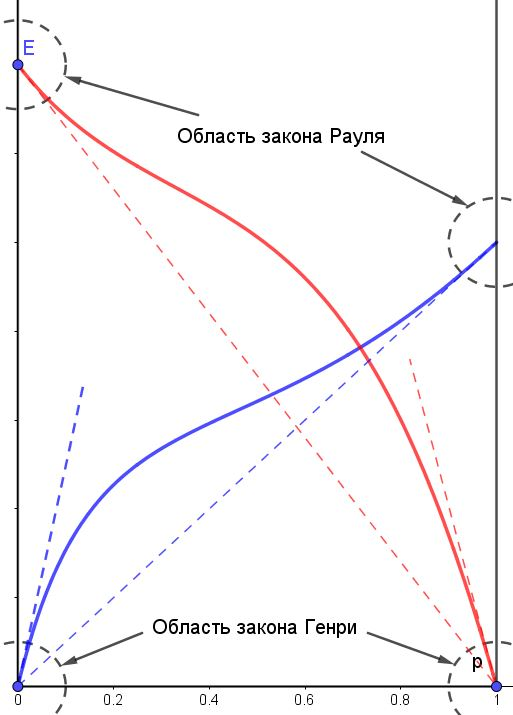
Рис. 2. Положительные отклонения от закона Рауля

Реальные растворы не подчиняются закону Рауля
{\displaystyle P=P^{o}x}
(здесь P — парциальное давление пара компонента над раствором, {\displaystyle P^{o}}— давление пара над чистым компонентом, x — его мольная доля в растворе), причём различают положительные и отрицательные отклонения от этого закона – см. рисунки 1 и 2. На них сплошными кривыми обозначена зависимость парциальных давлений паров компонентов от состава бинарного раствора, длинным пунктиром – закон Рауля, коротким пунктиром – закон Генри; пунктирными полукругами обозначены области предельно разбавленных растворов.
При этом закон Рауля продолжает выполняться в области предельного разбавления. В предельно разбавленном растворе по другому компоненту выполняется закон Генри:
{\displaystyle P=Kx}, 
где K – константа Генри.

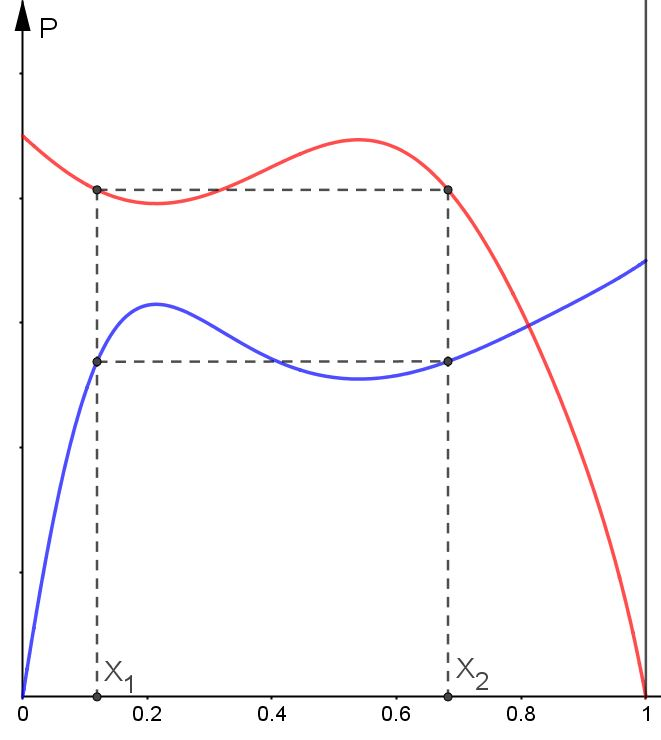
Рис.3. Экстремальная зависимость P(x) означает расслоение раствора (в интервале от до)

В идеальных растворах закон Рауля выполняется во всём интервале концентраций, и константа Генри равна давлению пара Po над чистым компонентом; в реальных растворах К ≠ Po.
Чтобы можно было использовать формулу закона Рауля для реальных растворов, Льюис предложил заменить в ней мольную долю компонента (Х) на его "активность" (a). Отношение активности компонента к его мольной доле называют коэффициентом активности: {\displaystyle \gamma ={\frac {a}{x}}}. Таким образом, зависимость давления пара компонента от его концентрации в реальном растворе выражается формулой
{\displaystyle P=P^{o}\gamma x}.
Коэффициент активности связан с энтальпией ΔH и "некомбинаториальной" энтропией ΔS образования раствора формулой
{\displaystyle \gamma =\exp {\frac {\Delta H-T\Delta S}{RT}}}.
Дробь под экспонентой является функцией мольной доли x. Если обозначить её как f(x) и φ(y) для первого и второго компонента соответственно (здесь y=1–x — мольная доля второго компонента), то зависимость давления паров компонентов от состава раствора будет выражаться формулами
{\displaystyle (1)\qquad P_{1}=P_{1}^{o}x\exp[f(x)]};   {\displaystyle P_{2}=P_{2}^{o}y\exp[\varphi (y)]}
Тогда уравнение Гиббса-Дюгема принимает вид [4]
{\displaystyle xf'(x)=y\varphi '(y)}, 
а закон Рауля –
{\displaystyle f(1)=0\;\qquad \varphi (1)=0},
т.е закон Рауля является следствием уравнения Гиббса-Дюгема при условии справедливости равенств
{\displaystyle \lim _{x\to 0}xf'(x)=0;\qquad \lim _{y\to 0}y\varphi '(y)=0}.
В работе показано, что если функции f(x)  и φ(y) аппроксимировать полиномами пятой степени
{\displaystyle (2)\qquad f(x)=\sum _{k=0}^{5}a_{k}x^{k}} и  {\displaystyle \varphi (x)=\sum _{k=0}^{5}b_{k}y^{k}}
и ввести обозначения
{\displaystyle (3)\qquad A=\ln \left({\frac {K_{1}}{P_{1}^{o}}}\right)};  {\displaystyle B=\ln \left({\frac {K_{2}}{P_{2}^{o}}}\right)};   {\displaystyle \alpha ={\frac {W_{1}}{V_{1}^{o}}}};  {\displaystyle \beta ={\frac {W_{2}}{V_{2}^{o}}}}
где Wi — вторые вириальные коэффициенты компонентов в растворе, {\displaystyle V_{i}^{o}}— мольные объемы чистых компонентов, то коэффициенты полиномов принимают вид:
{\displaystyle (4)\qquad {\begin{cases}{\displaystyle a_{0}=A\qquad \quad b_{0}=B}\\a_{1}=-2\beta \qquad b_{1}=-2\alpha \\a_{2}=12B-18A+10\beta -3\alpha \qquad \ b_{2}=12A-18B+10\alpha -3\beta \\a_{3}=44A-36B+10\alpha -18\beta \qquad b_{3}=44B-36A+10\beta -11\alpha \\a_{4}=36B-39A+14\beta -11\alpha \qquad b_{4}=36A-39B+14\alpha -11\beta \\a_{5}=12A-12B+4\alpha -4\beta \qquad \quad b_{5}=12B-12A+4\beta -4\alpha \end{cases}}}
Уравнения (1)–(4) хорошо согласуются с экспериментальными данными, включая расслаивающиеся растворы.
В случае {\displaystyle \alpha =2B-A} и {\displaystyle \beta =2A-B} уравнения (1)–(4) переходят в уравнения Маргулеса, а если дополнительно потребовать {\displaystyle A=B}, то в уравнения Ван-Лаара, т.е. уравнения Маргулеса и Ван-Лаара являются частными случаями уравнений (1)–(4).
При некоторых значениях параметров {\displaystyle A,\ B,\ \alpha ,\ \beta } зависимости {\displaystyle P_{i}(x)} приобретают экстремальный характер (см. рис.3), что означает расслоение раствора (интервал расслоения на рис.3 от {\displaystyle x_{1}}до  {\displaystyle x_{2}}). При этом интервал расслоения определяется по кривым {\displaystyle P_{i}(x)}, исходя из следующих соображений: давление пара каждого компонента на левой границе интервала расслоения равно давлению его пара на правой границе (пунктирные линии на рис.3).